# Gruner (Berner Familie)

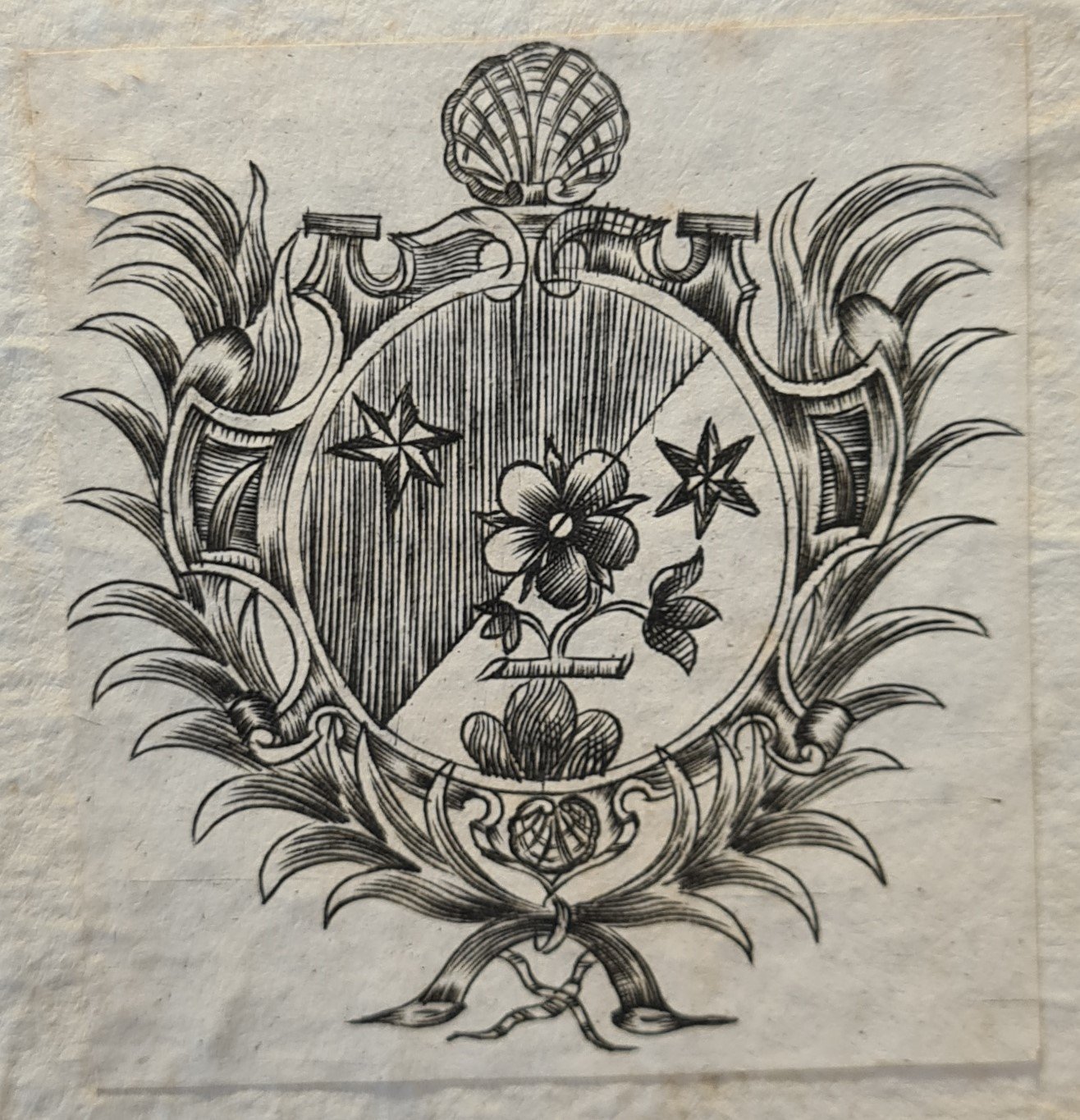
Wappen Gruner, Exlibris für Johann Rudolf Gruner (um 1740), montiert im Autorenexemplar von Gruners Deliciae urbis Bernae

Die Familie Gruner ist eine ehemals regimentsfähige Burgerfamilie der Stadt Bern, die ursprünglich aus Zwickau (Sachsen), später in Seengen ansässig war. 

## Geschichte
Stammvater der Familie Gruner ist Johannes Gruner († 1568), Konventual des Johanniterhauses Küsnacht und nach der Reformation Pfarrer in Seengen. Seine beiden Söhne waren ebenfalls Theologen. Johannes Gruner († 1587) war Prediger am Siechenhaus, Pfarrer in Aarwangen und in Kirchberg. Sein jüngerer Bruder Samuel Gruner († 1625) war Pfarrer in Kölliken, in Aarburg, in Seon, in Seengen und schliesslich Dekan der Klasse Aarau. Die Nachkommen der beiden Brüder bildeten die beiden Hauptzweige des Geschlechts, die in hoher Zahl als Geistliche, Notare, Schreiber, Offiziere und verschiedenen handwerklichen Berufen wie Bäcker, Metzger, Gerber, Schuhmacher, Uhrmacher, Gürtler, Degenschmiede, Nagelschmiede, Spengler und Steinmetze tätig waren. Entsprechend gehörten Zweige der Gruner den Gesellschaften zu Pfistern, zu Metzgern, zu Schmieden, zu Ober-Gerwern, zu Mittellöwen, zu Schuhmachern, zu Webern, zu  Kaufleuten und zum Affen an.
Angehörige des Familienzweigs besassen im 18. und 19. Jahrhundert die Papiermühle Worblaufen bei Bern sowie ein Landgut in Zimmerwald.

## Personen
- Johannes Gruner († 1568), Konventual der Johanniterkomturei Küsnacht, Pfarrer in Seengen

Zweig Schmieden †
- Josua Gruner (1572–1640), Uhrmacher, erneuert 1596 das Burgerrecht, Mitglied des Grossen Rats, Kirchmeier, Zeitrichter

Zweig Metzgern †
- Jakob Friedrich Samuel Gruner (1803–1888), Graveur

Zweig Ober–Gerwern †
- Samuel Gruner (1592–1649), Mitglied des Grossen Rats, Gerichtschreiber, Schultheiss zu Thun, Kastlan zu Wimmis
- Samuel Gruner († 1619), Notar, erneuert 1591 das Burgerrecht, Mitglied des Grossen Rats, Gerichtschreiber, Landvogt zu Wangen, Gouverneur zu Payerne, Zöllner am Kaufhaus

Zweig Schuhmachern †
- Johann Rudolf Gruner (1680–1761), Dekan in Burgdorf, Pfarrer, Sammler, Chronist
- Gottlieb Sigmund Gruner (1717–1778), Naturforscher, Archivar des Landgrafen von Hessen-Homburg
- Gottlieb Gruner (1756–1830), Pfarrer in Herzogenbuchsee, Zimmerwald
- Johann Samuel Gruner (1766–1824), Schweizer Geologe und Revolutionär

Zweig Kaufleuten
- Samuel Gruner (1615–1691), Hutmacher, Mitglied des Grossen Rats, Landvogt zu Erlach, Kornherr
- David Gruner (1686–1764), Unternehmer, Besitzer Papiermühle Worblaufen, Übernahme der Malacrida-Bank, Besitzer Landgut Märchligen
- Samuel Gruner (1715–1797), Bankier, Handelsmann, Besitzer einer Papiermühle, Grossweibel, Stiftschaffner zu Zofingen, Landvogt im Unteren Freiamt
- David Gruner (1722–1805), Oberstleutnant in holländischen Diensten, Schultheiss zu Unterseen, Zollherr
- Emanuel Gruner (1783–1863), Besitzer der Papierfabrik Worblaufen, Hauptmann
- Emmanuel-Louis Gruner (1809–1883), Professor für Metallurgie in Paris, Generalinspektor der französischen Bergwerke, Ritter der französischen Ehrenlegion
- Paul Gruner (1869–1957), Physiker
- Erich Gruner (1915–2001), Historiker, Soziologe und Politologe
- Lucas Gilles Gruner (* 1940), Professor für Entomologie in Tours
- Claude Gruner (* 1941), Professor für Mathematik
- Ueli Gruner (* 1950), Geologe

## Archive
- Familienarchiv Gruner im Katalog der Burgerbibliothek Bern